# 'Orace's Ordeal
'Orace's Ordeal è un cortometraggio muto del 1916 diretto da Frank Wilson.

## Trama
Un attore paga la padrona di casa indebitandosi con il marito.

## Produzione
Il film fu prodotto dalla Hepworth.

## Distribuzione
Distribuito dalla Hepworth, il film - un cortometraggio in un rullo - uscì nelle sale cinematografiche britanniche nel marzo 1916.
Fu distrutto nel 1924 dallo stesso produttore, Cecil M. Hepworth. Fallito, in gravissime difficoltà finanziarie, Hepworth pensò in questo modo di poter almeno recuperare il nitrato d'argento della pellicola.